# Pölkenstraße 9 (Quedlinburg)

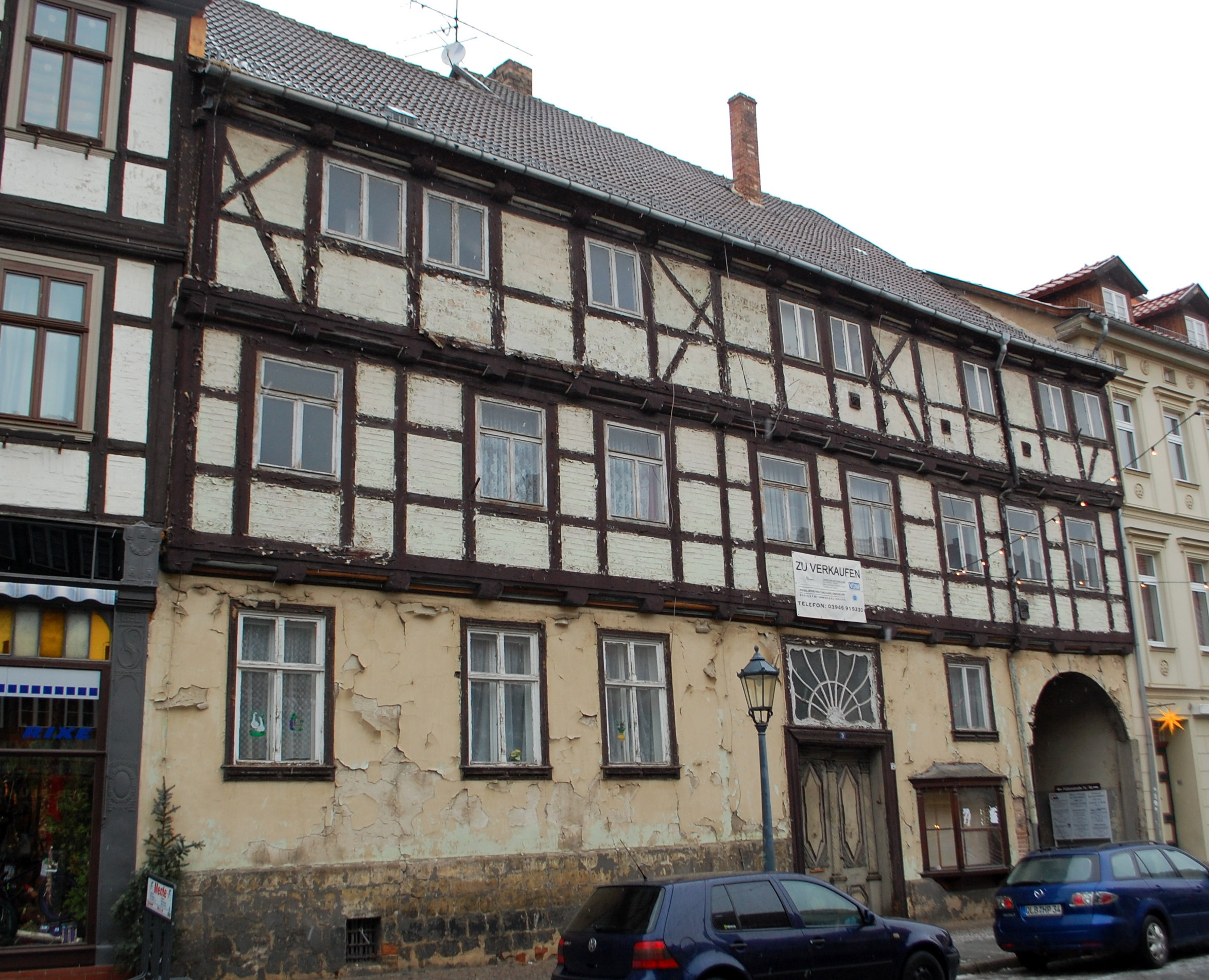
Haus Pölkenstraße 9

Das Haus Pölkenstraße 9  ist ein denkmalgeschütztes Gebäude in der Stadt Quedlinburg in Sachsen-Anhalt.

## Lage
Es befindet sich in der historischen Neustadt Quedlinburgs und gehört zum UNESCO-Weltkulturerbe. Im Quedlinburger Denkmalverzeichnis ist das Gebäude als Ackerbürgerhof eingetragen. Südlich grenzt das gleichfalls denkmalgeschützte Haus Pölkenstraße 8 an.

## Architektur und Geschichte
Das straßenseitige dreigeschossige Wohnhaus des nur in Teilen erhalten gebliebenen Hofs stammt aus der Zeit um 1680. An der Fassade des Fachwerkhauses finden sich abgearbeitete Diamantbalkenköpfe. In der nördlichen Haushälfte befindet sich eine Hausdurchfahrt. Die Haustür ist reich mit Schnitzwerk verziert.
Im Haus befindet sich eine barocke Treppe.
Auf der Nordseite des Hofs befindet sich, neben in jüngerer Zeit entstandenen Gebäuden, ein Ende des 17. Jahrhunderts ebenfalls in Fachwerkbauweise errichtetes Wirtschaftsgebäude. Der südliche im Hof stehende zweigeschossige Fachwerkflügel verfügt über Fußstreben und wurde vermutlich in gleicher Zeit wie das Haupthaus gebaut. Im 18./19. Jahrhundert erfolgte eine teilweise Erneuerung. Ein weiteres Fachwerkgebäude steht auf der Nordwestseite des Hofs und entstand im 18. Jahrhundert auf einem Quadersockel.